# Rade Prica
Rade Prica (Ljungby, 30 juni 1980) is een Zweeds voetballer. De aanvaller speelt voor Maccabi Petah Tikva. In het verleden kwam hij ook uit voor de Zweedse clubs Ljungby IF en Helsingborgs IF en het Duitse team Hansa Rostock. In het seizoen 2006-2007 werd hij met AaB Aalborg topschutter van de Deense Superliga.

## Interlandcarrière
Onder leiding van bondscoach Lars Lagerbäck maakte Prica zijn debuut voor het Zweeds nationaal team op 10 februari 2001 in de vriendschappelijke wedstrijd tegen Thailand, net als Stefan Selakovic (Halmstads BK) en Fredrik Berglund (IF Elfsborg).
| Interlands van Rade Prica voor Zweden | Interlands van Rade Prica voor Zweden | Interlands van Rade Prica voor Zweden | Interlands van Rade Prica voor Zweden | Interlands van Rade Prica voor Zweden | Interlands van Rade Prica voor Zweden |
| №                                     | Datum                                 | Wedstrijd                             | Uitslag                               | Competitie                            | Goals                                 |
| Als speler van Helsingborgs IF        | Als speler van Helsingborgs IF        | Als speler van Helsingborgs IF        | Als speler van Helsingborgs IF        | Als speler van Helsingborgs IF        | Als speler van Helsingborgs IF        |
| ------------------------------------- | ------------------------------------- | ------------------------------------- | ------------------------------------- | ------------------------------------- | ------------------------------------- |
| 1                                     | 10 februari 2001                      | Thailand – Zweden                     | 1 – 4                                 | Vriendschappelijk                     | 0                                     |
| 2                                     | 12 februari 2001                      | China – Zweden                        | 2 – 2                                 | Vriendschappelijk                     | 0                                     |
| Als speler van Hansa Rostock          |                                       |                                       |                                       |                                       |                                       |
| 3                                     | 21 augustus 2002                      | Rusland – Zweden                      | 1 – 1                                 | Vriendschappelijk                     | 0                                     |
| 4                                     | 12 februari 2003                      | Tunesië – Zweden                      | 1 – 0                                 | Vriendschappelijk                     | 0                                     |
| 5                                     | 20 augustus 2003                      | Zweden – Griekenland                  | 1 – 2                                 | Vriendschappelijk                     | 0                                     |
| 6                                     | 18 februari 2004                      | Albanië – Zweden                      | 2 – 1                                 | Vriendschappelijk                     | 0                                     |
| Als speler van Aalborg BK             |                                       |                                       |                                       |                                       |                                       |
| 7                                     | 14 januari 2007                       | Venezuela – Zweden                    | 2 – 0                                 | Vriendschappelijk                     | 0                                     |
| 8                                     | 18 januari 2007                       | Ecuador – Zweden                      | 2 – 1                                 | Vriendschappelijk                     | Goal                                  |
| 9                                     | 21 januari 2007                       | Ecuador – Zweden                      | 1 – 1                                 | Vriendschappelijk                     | 0                                     |
| 10                                    | 7 februari 2007                       | Egypte – Zweden                       | 2 – 0                                 | Vriendschappelijk                     | 0                                     |
| 11                                    | 8 september 2007                      | Zweden – Denemarken                   | 0 – 0                                 | Vriendschappelijk                     | 0                                     |
| 12                                    | 12 september 2007                     | Montenegro – Zweden                   | 1 – 2                                 | Vriendschappelijk                     | Goal                                  |
| 13                                    | 13 januari 2008                       | Costa Rica – Zweden                   | 0 – 1                                 | Vriendschappelijk                     | 0                                     |
| 14                                    | 19 januari 2008                       | Verenigde Staten – Zweden             | 2 – 0                                 | Vriendschappelijk                     | 0                                     |

## Erelijst
AaB Aalborg
- Topscorer Deense Superliga

2006-2007 (19 goals)
 Rosenborg BK
- Landskampioen

2009, 2010
- Topscorer Tippeligaen

2009 (17 goals)
- Kniksenprijs voor beste aanvaller

2009